# Andrena mexicana
Andrena mexicana är en biart som beskrevs av Laberge 1967. Andrena mexicana ingår i släktet sandbin, och familjen grävbin. Inga underarter finns listade i Catalogue of Life.